# مطالعات میان‌رشته‌ای
میان‌رشته‌ای یا بِیْنارشته‌ای یا اَندَررشته‌ای (به انگلیسی: Interdisciplinary) اشاره به حوزه‌های نوین در دانش دارد که بیش از یک زمینهٔ محض دانشی را مورد مطالعه قرار می‌دهد. روش برخورد میان‌رشته‌ای فرصت عبور از مرزهای سنتی رشته‌های گوناگون دانش را با هدف رسیدن به نتیجهٔ مطلوب در یک رشته فراهم می‌سازد. به عبارت دیگر، یک حوزهٔ میان‌رشته‌ای، عبارت است از «تلفیق دانش، روش و تجارب دو یا چند حوزهٔ علمی و تخصصی برای شناخت و حل یک مسئلهٔ پیچیده یا معضل اجتماعی چندوجهی». در یک فعالیت علمی میان‌رشته‌ای، متخصصان دو یا چند رشته و دارای تخصص علمی در ارتباط با شناخت، حل، یا تحلیل یک پدیده، موضوع یا مسئلهٔ معمولاً پیچیده و واقعی با یکدیگر تعامل و همکاری علمی می‌کنند؛ بنابراین، فعالیت علمی میان‌رشته‌ای زمانی معنا پیدا می‌کند که شناخت و فهم علمی و دقیق پدیده یا مسئله‌ای پیچیده یا ناشناخته که از ظرفیت و دانش یک رشته یا تخصص خارج است، هدف باشد. حل معضل جدی نیاز به «فیلم» در دوربین‌های عکاسی ـ با توجه به محدودیت‌های ناخوشایندی که علیرغم همهٔ پیشرفت‌ها در زمینه‌های گوناگون به ویژه شیمی وجود داشت ـ با به‌کارگیری روش برخورد میان‌رشته‌ای و استفاده از پیشرفت‌های دانش الکترونیک و بی‌نیازسازی یکبارهٔ دوربین‌های عکاسی از فیلم، نمونه‌ای از دستاوردهای عملی تلفیق دانش و روش برخورد میان‌رشته‌ای در گشودن دشواری‌ها است.
دانش‌های میان‌رشته‌ای به تناسب نیازهای جدید و تخصص‌های نوظهور، از مرزهای سنتی میان رشته‌های دانشگاهی یا مکاتب فکری گذر می‌کنند. از این رو، علومی را که با تلفیق چند علم گوناگون ایجاد می‌شوند را دانش‌های میان‌رشته‌ای می‌نامند؛ مثلاً دانش نانوفناوری، دانش میان‌رشته‌ای شیمی و فیزیک به‌شمار می‌رود. در ایران نیز پژوهش‌های میان رشته‌ای در حال گسترش است و در نظام آموزشی ایران نیز امکان تحصیل در دو رشته برای دانشجویان ممتاز وجود دارد. از جمله پیشگامان پژوهش و آموزش‌های میان رشته‌ای در ایران علیرضا مشاقی است که خود اولین فارغ‌التحصیل دو رشته‌ای ایران بوده‌اند.

## گونه‌ها
با رشد و گسترش فعالیت‌های میان‌رشته‌ای، رویکردها و گونه‌های متعدد و مختلفی از آن مطرح شده‌اند. رویکردها و گونه‌های میان‌رشته‌ای، مبین نسبت و نحوه پیوند و تعامل میان دانش، مفاهیم، روش‌ها، تجارب، و ابزارهای مختلف از رشته‌های گوناگون در خصوص موضوع یا مسئله مورد نظر هستند که نوع همکاری و مشارکت، و شیوه‌های مواجهه با موضوعات و مسائل پیچیده را به کنشگران فعالیت‌های میان‌رشته‌ای نشان می‌دهند. اگرچه پاره‌ای از رویکردها و گونه‌های میان‌رشته‌ای مأنوس‌تر و پرکاربردترند و در ادبیات مربوط به این حوزه نیز، از تجارب مفید، خصلت‌ها و ویژگی‌های مشخص و بارزتری برخوردارند، ولی در ساختارهای سازمانی آموزش و نهادهای تولید علم و عرضه دانش کاربرد تعدادی از آن‌ها کمتر عمومیت یافته است. مهم‌ترین گونه‌ها عبارتند از: میان‌رشتگی، چند رشتگی، تکثر رشتگی، فرا رشتگی، و پسا-رشتگی. در این گونه‌ها می‌توان طیفی را ترسیم کرد که بر اساس میزان تحقق ترکیب و تلفیق میان‌رشته‌ها است. این طیف از چندرشته‌ای آغاز و به فرارشته‌ای ختم می‌شود. بر این اساس با طیف مقابل مواجه خواهیم بود: چندرشته‌ای، میان‌رشته‌ای و فرارشته‌ای.

## موانع فعالیت‌های میان‌رشته‌ای
جهت‌گیری‌های میان‌رشته‌ای در مطالعات علمی در آینده دیگر نه یک انتخاب، که یک اجبار و الزام خواهد بود؛ با وجود این، نباید اینگونه تصور شود که میان‌رشتگی و فعالیت‌های میان‌رشته‌ای در همه موقعیت‌ها و برای همه مسائل و موضوعات کارایی دارد. پس از چند دهه زیست نهادی و تجربه سازمانی، واکنش‌ها و مقاومت‌های پراکنده، اما جدی، در برابر میان‌رشتگی و فعالیت‌های میان‌رشته‌ای وجود دارد. افزون بر این واکنش‌ها و مقاومت‌ها، «فعالیت‌های میان‌رشته‌ای در عمل و فرایند کار نیز با پیچیدگی‌ها و چالش‌های خاصی مواجه هستند که عمدتاً، سازمانی و روشی هستند و نتایج و اهداف مد نظر را با ابهاماتی مواجه می‌کنند. از این رو، میان‌رشتگی در عمل، مستلزم دانش فنی، آگاهی‌های روشی و از همه مهم‌تر، رعایت دقایق و ظرافت‌های معرفتی و موقعیتی است. به‌طور کلی، مهم‌ترین موانع و چالش‌های فعالیت‌های میان‌رشته‌ای در قالب سه مانع اصلی، یعنی «سازمانی»، «حرفه‌ای» و «فرهنگی ـ اجتماعی» قابل طبقه‌بندی و توصیف است.

## نشریات میان‌رشته‌ای
نشریات میان‌رشته‌ای به انتشار پژوهش‌ها و معرفی فعالیت‌های (اثر، تولید، اختراع و غیره) صورت گرفته در این حوزه می‌پردازند و یکی از مهم‌ترین رسانه‌ها در انعکاس اهمیت و ارزش مطالعات میان‌رشته‌ای و شناساندن نمونه‌های عینی آن محسوب می‌شوند.

## ضرورت انتشار نشریه مطالعات میان‌رشته‌ای هنر
گسترش حیطه‌های هنر و ظهور گرایش‌ها و رسانه‌های جدید در آن، موجب پیدایش زمینه‌های تخصصی بسیاری شده است. اما عدم ارتباط بین این زمینه‌ها، فقدان دیدگاهی جامع را به همراه داشته است. از این رو، امروزه هنرمندان به کار و فعالیت در چند رشته مختلف، تمایل بیشتری دارند؛ همچنین گرایش آن‌ها به فعالیت‌های گروهی، در خلق آثاری که در جمعی متشکل از افرادی با تخصص‌های مختلف شکل گرفته است، بیش از گذشته است. شاید بتوان یکی از دلایل چنین رویکردهایی را اهمیت چشم‌اندازهای گوناگونی دانست که چند رشتهٔ مختلف به موضوعی واحد دارند و امکان از بین بردن فاصله و فضای خالی بین رشته‌ها و تخصص‌ها را میسر می‌سازند. بنابر این، با توسعهٔ فعالیت‌ها و مطالعات میان‌رشته‌ای هنر، لزوم انتشار نشریه‌ای تخصصی که به این مهم بپردازد، در کشور ما ضروری است. نشریه‌ای که می‌تواند به صورت فصلنامه یا دوفصلنامه تدوین شود و در آن، آثار و پژوهشهای هنری که با نگاهی بین‌رشته‌ای، میان‌رشته‌ای، چندرشته‌ای و پیوندرشته‌ای صورت پذیرفته‌اند، منتشر گردد.

## نشریات میان‌رشته‌ای در ایران
- مطالعات میان‌رشته‌ای در علوم انسانی (فصلنامه علمی-پژوهشی)
- مطالعات میان‌رشته‌ای در رسانه و فرهنگ (دوفصلنامه علمی-پژوهشی)
- پژوهش‌های میان‌رشته‌ای قرآن کریم (دوفصلنامه تخصصی)
- مطالعات میان‌رشته‌ای ترجمه (فصلنامه) بایگانی‌شده  در ۲۱ ژوئیه ۲۰۲۰ توسط Wayback Machine
- فرهنگ مبین (ماهنامه اختصاصی مطالعات میان‌رشته‌ای حوزه علوم انسانی)